# 寂如
寂如（じゃくにょ）は、江戸時代前期の浄土真宗の僧。浄土真宗本願寺派第14世宗主。西本願寺住職。諱は光常。院号は信解院。法印大僧正。父は第13世良如。九条兼晴の猶子。母は近江国三井の人（揚徳院寂照）。室は鷹司信房の娘（貞淑院如瑞）。第16世湛如は10男。子は第15世住如の妻・瑞光院如浄、静如。弟は河内国顕証寺住職寂淳、播磨国本徳寺住職寂円。

## 生涯
寛文元年（1661年）11歳で左大臣九条兼晴の猶子となって得度し、宗祖400回忌に出座する。寛文2年（1662年）良如の死により自身12歳の若さで西本願寺14世宗主となる。寛文7年（1667年）には関白鷹司信房の娘である貞淑院如瑞と結婚する。父が成し遂げられなかった経蔵の建立や、大谷本廟の再建を行っている。廟堂再建の際にしたためられた親鸞聖人絵像の画讃は寂如の作。
真宗大谷派との差異を付けるため、お経の節回しに天台宗のような声明を取り入れたりしてこれまでのやり方を改めている。元禄2年（1689年）には初めて報恩講の差定を堂内に貼り、これまで行われてきた坂東曲を停めて八句念仏和讃とした。
子供の多くは早世しており跡を継ぐ予定の10男湛如がまだ幼かったので第15世には娘婿の住如を就けた。
親鸞聖人絵像画讃
韜名愚禿畏人知
高徳弥彰澆季時
誰了如来興世意
直標淨典囑今師